# 이탈리아 공동교전군
이탈리아 공동교전군 (Esercito Cobelligerante Italiano), 남쪽의 군대 (Esercito del Sud), 또는 이탈리아 해방군단(Corpo Italiano di Liberazione)은 제2차 세계 대전 당시 연합군에 협력했던 왕립 이탈리아군을 가리키는 표현으로 1943년 9월부터 종전까지 활동한 부대이다. 이탈리아 왕립해군과 이탈리아 왕립 공군 또한 이탈리아 공동 교전해군과 이탈리아 공동 교전공군이라는 명칭으로 불렸다. 추축국에 협력하는 부대는 이탈리아 사회주의 공화국에 의해 민족 공화육군이 되었다.
1943년 9월 8일 이탈리아와의 정전 협정으로 탄생한 이탈리아 공동교전군은 1943년 7월 남부 이탈리아를 침공한 연합군에 대해 베니토 무솔리니의 의견을 무시한 채 비토리오 에마누엘레 3세와 피에트로 바돌리오가 합작해서 만든 것이었다. 이탈리아 공동 교전군은 연합군에게 20,000명의 병사를 제공해주었음에도 불구하고 이는 레시스텐자에 비하면 미미한 수준이었다. 이탈리아 공산당이 30,000명의 병력을 보유하고 있었고, 레시스텐자는 총계로 80,000명의 병력을 보유했다.

## 편성
1943년 9월 28일 이탈리아 공동교전군은 레체 인근의 재조직 병영에서 창설되었다. 독일군 포로에서 탈출할 수 있었던 이탈리아 병사들로 구성되어 있었다. 이탈리아 왕립 육군 70-5호 명령에 따라 이탈리아 제1기계화기동대가 창설되었고, 이 부대는 옛 이탈리아 왕립 육군 부대도 포함하였다. 대표적인 부대가 제18보병사단 메시나와 제58보병사단 레자노였다. 제1기계화기동대는 295명의 장교와 5,387명의 병사로 구성되었다. 
제1기계화기동대는 산피에트로인피네 전투의 카지노 구역에 투입되었다. 이러한 행동은 이탈리아 병사들이 그들 편에서 싸운다는 것에 대한 연합군의 불신을 없애는데 큰 기여를 했다. 부대는 큰 사상자가 발생했음에도 불구하고 전투에서 훌륭히 싸웠다. 마크 웨인 클라크가 지휘하는 미국 북부 육군의 부대 개편을 통해 제1기계화기동부대는 영국 제8군의 좌익을 맡은 폴란드 제2군단에 배속되었다. 이 부대는 올리버 리스 장군이 맡았다.

## 이탈리아 해방군단
1944년 4월 17일 22,000명의 병력을 보유한 이탈리아 공동교전군은 이탈리아 해방군단(Corpo Italiano di Liberazione, or CIL)이라는 새로운 편제로 탄생했다. 이러한 지속적인 편제의 탄생은 더 많은 군인들을 보유할 수 있게 해주었다.